# Історія російського народу у XX столітті (книга)
Історія російського народу у XX столітті (рос. История русского народа в XX веке) — надрукована в 1997 році третя книга в 2-х томах із серії «Терновий вінець Росії».

## Автор
Платонов Олег Анатолійович (народився 11 січня 1950 року у місті Свердловськ, РРФСР) — російський письменник, публіцист і громадський діяч націоналістичної течії. Автор конспірологічних і антисемітських публікацій, присвячених «жидомасонській змові». Активний ревізіоніст голокосту. Доктор економічних наук. Директор громадської організації «Інститут російської цивілізації [Архівовано 21 липня 2011 у Wayback Machine.]».

## Структура
Книга має іменний покажчик до I та II томів історії Російського народу в XX столітті.

## Зміст
Олег Платонов подає свій погляд на багато подій нашого століття і відкриває для читача деякі таємні і невідомі сторінки історії російського народу в XX столітті.
На думку автора потужні руйнівні імпульси, які в XX столітті відчув на собі російський народ, мали витоки на Заході. В книзі Олег Платонов стверджує, що революції 1905 і 1917 років, план Парвуса революціонізування Росії в першу світову війну, діяльність Тимчасового уряду і єврейських більшовиків, гітлерівська навала, політика «інтересів національної безпеки» американських президентів і, навіть «перебудова» та встановлення «кримінально-космополітичного режиму Єльцина» — ланки одного ланцюга змови темних сил світової закуліси, юдаїзму, сатанізму і масонства.
Він пише: 
| Крах Російської держави в 1917 році був несподіваним і викликав різке розчарування. Навіть деякі сумлінні історики заговорили про внутрішню слабкість Росії, яка стала причиною її загибелі, що мала нібито неминучий характер. Помилка ця існує й досі. Проте неупереджене вивчення історичних джерел, і перш за все раніше недоступних архівів, у тому числі масонських, дозволяє повністю спростувати цю помилку. Росія впала не тому, що була слабка і сильні були її вороги, а від удару в спину в результаті змови численних антиросійських сил як зовні, так і всередині країни. Змова ця була ініційована західними країнами, які з глибоким занепокоєнням спостерігали за піднесенням Росії та вбачали в ній загрозу своїм національним інтересам і колоніальній політиці. |
Олег Платонов робить висновок, що у революціях і війнах, нав'язаних Росії «архітекторами нового світового порядку», зіткнулися не просто сторони, що борються та армії, а дві протилежні цивілізації — російська християнська, і західна, антихристиянська, «юдейсько-масонська», споживча, «орієнтована на наживання матеріальних благ за рахунок експлуатації більшої частини людства» та «заперечення духовних начал Православ'я».
Автор стверджує, що ціною величезних втрат російський народ став головною перешкодою на шляху встановлення світового панування «юдейсько-масонської цивілізації».

## Публікації
Роботу О. А. Платонова «Історія російського народу у XX столітті» включено видавництвом «Алгоритм» і до книжкової серії «Класика російської думки».

### Он-лайн
- Олег Платонов. История русского народа в XX веке. Том 1. (гл. 1-38) [Архівовано 1 квітня 2011 у Wayback Machine.]
- Олег Платонов. История русского народа в XX веке. Том 1. (гл. 39-81) [Архівовано 1 квітня 2011 у Wayback Machine.]
- Олег Платонов. История русского народа в XX веке. Том 2. (гл. 1-56) [Архівовано 21 лютого 2020 у Wayback Machine.]
- Олег Платонов. История русского народа в XX веке. Том 2. (гл. 57-85) [Архівовано 11 травня 2011 у Wayback Machine.]